# Charitas
Charitas é um bairro da Zona Sul da cidade de Niterói, localizada no estado do Rio de Janeiro, Brasil.
Na praia de Charitas localiza-se a Estação Hidroviária de Charitas, terminal das barcas que faz ligação com a Praça XV e compõe o conjunto arquitetônico turístico-cultural do Caminho Niemeyer que percorre toda a orla da cidade entre o Centro e a zona sul. Apesar da pronúncia popular do Ch- soar como em Chão, e ser tomada como paroxítona, na verdade a palavra é latina e por isso deveria ser pronunciado Cáritas, como proparoxítona.
A área fazia parte da Sesmaria jesuítica, onde a ordem construiu um cemitério e uma igreja consagrada a São Francisco Xavier.  O nome do bairro deriva do Latim charitas, que quer dizer "caridade" e está inscrita na porta da igreja mencionada.

## História
No século XVIII, um grande proprietário de terras local doou ao Seminário de São José, que ficava na cidade do Rio de Janeiro, um pedaço de terra que viria ser a Fazenda Jurujuba, na qual foi construído um casarão (conhecido como "Casarão").

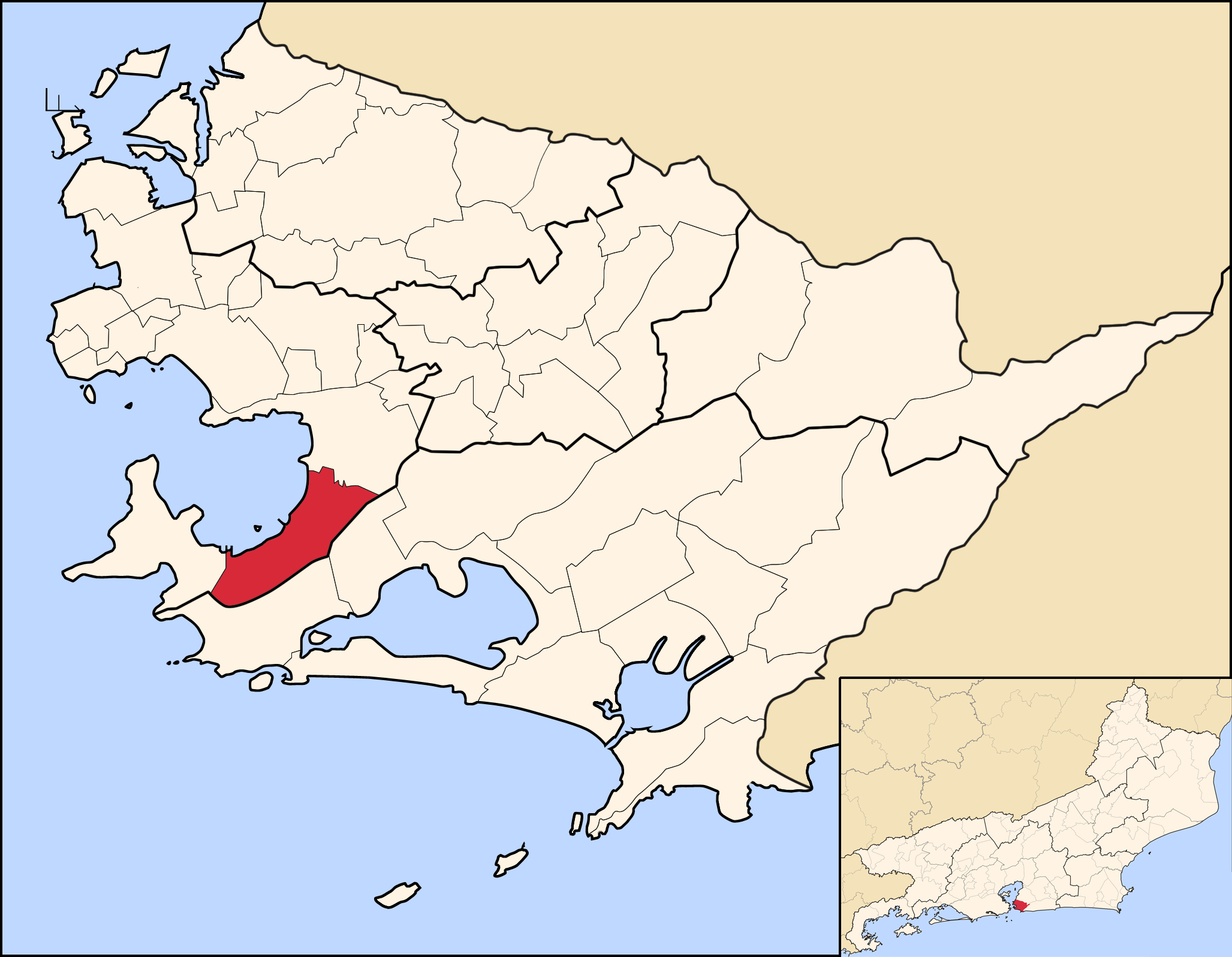
Localização do bairro de Charitas no município de Niterói.

Em 1853, o sanitarista Francisco de Paula Cândido abriu, sob sua própria direção, o Hospital Naval de Santa Isabel.  Em sua homenagem, o bairro de Charitas recebeu o nome original de "Paula Cândido".  A função do hospital era isolar os doentes que chegavam ao Rio de Janeiro a bordo de navios.  Mais tarde, o hospital foi convertido em abrigo para crianças com tuberculose que ficou conhecido como "Preventório", nome que acabou por batizar a praia local.
Já na década de 1940, construiu-se um aeroclube no bairro. O Clube ainda está em funcionamento, mas apenas para o lazer e prática desportiva, já não possui pista de pouso e decolagem, tendo em vista que o local onde esta se localizava foi habitado.
Os limites do bairro são: as águas da Baía de Guanabara e os bairros de Piratininga (no Morro da Viração), Jurujuba e São Francisco (os dois últimos são fronteiras contínuas).  Seu território localiza-se na Enseada de São Francisco, que é a área compreendida entre o Morro da Viração e a beira-mar. A população local é de aproximadamente 3.854 habitantes (1991) e representa 0,88% da população total de Niterói. Uma favela ocupa parte do Morro do Preventório, na região.
Em julho de 2015, tiveram início as detonações para a construção do túnel que ligará os bairro de Charitas-Cafubá, batizado com o nome do poeta Luís Antônio Pimentel. A obra faz parte da TransOceânica e está orçada em R$ 310 milhões, com recursos do Governo Federal e da Prefeitura de Niterói.

## Educação
- Universidade Federal rural do Rio de Janeiro

## Turismo e lazer
Charitas é um dos principais bairros turísticos de Niterói, tendo como principais pontos turísticos: Estação Hidroviária de Charitas, Praia de Charitas, Casa da Princesa, Casarão da Avenida Quintino Bocaiúva, Escadaria da rua Oscar Pereira e seus belos Hoteis.